# Più grande degli dei
Più grande degli dei (Greater Than Gods) è un racconto lungo di fantascienza della statunitense Catherine L. Moore, pubblicato nel luglio del 1939 sulla rivista specializzata Astounding SF.
È l'opera che per molti segna il passaggio dell'autrice ad opere più modernamente "fantascientifiche", dopo gli esordi in avventure spaziali e storie fantasy. Tuttavia, Moore rinuncia qui a soffermarsi sulla scientificità di taluni dettagli e la storia assume piuttosto i caratteri di un racconto basato sull'immaginazione, dagli sviluppi intimisti e allegorici.
Isaac Asimov e Martin H. Greenberg, nella loro rassegna Le grandi storie della fantascienza, dedicata ai migliori racconti dell'età d'oro della fantascienza, inserirono questo racconto tra quelli del volume dedicato all'anno 1939.

## Trama
Il racconto si svolge nell'ambito di un solo giorno, il 7 luglio del 2240, all'interno del laboratorio del dottor William Vincent Cory. Egli è un biologo, tra i più eminenti della Casa della Biologia, nella Città della Scienza, un plesso in cui lavorano i maggiori scienziati del mondo. Veniamo presto a sapere che Cory ha quasi messo a punto una tecnica rivoluzionaria che permetterebbe alle coppie di determinare, secondo i propri desideri, il sesso dei nascituri.
L'autrice esordisce con la descrizione della scrivania dello scienziato, sulla quale si trovano tre oggetti di tecnologia futura: uno specchio-televisore e due cubi di cristallo che rappresentano fotografie tridimensionali. Il cristallo sembra essere un elemento importante per la tecnica del futuro in questione, in quanto di questo materiale sono costituite anche le automobili.
Cory ha tra le mani una lettera, per la verità appena iniziata: "Amore mio" sono le uniche parole che vi compaiono. Egli infatti non sa ancora a quale persona attribuire quest'appellativo, per chiederle di sposarlo, combattuto com'è fra l'amore per la chimica Marta Mayhew, bruna, e per la bionda Sallie Carlisle. Passato lungo tempo ad ammirarne i ritratti tridimensionali, Cory rimette ad un tratto la penna sul foglio e scrive, con improvvisa sicurezza, il nome di Sallie.
Quasi che la sua indecisione volesse rimproverarlo per questa improvvisa scelta, Cory è raggiunto da una voce che chiama il suo nome. Si tratta della signorina Brown che gli annuncia la visita di un collega, Charles Ashley, presidente della Casa della Telepatia.
Questi vuole invitarlo ad una nuotata assieme ai Giardini, ma Cory rifiuta. Ashley, che pare essere a conoscenza del dilemma del collega, gli propone, dopo qualche affettuoso insulto, una disquisizione sugli effetti che le scelte presenti potrebbero provocare in futuro. Ashley riconosce l'importanza di uno scienziato come Cory, e deduce che persino la sua scelta della futura moglie potrebbe avere effetti visibili sul futuro dell'umanità. Per Ashley il futuro è in realtà un insieme di possibili futuri, ovvero un enorme contenitore di tutte le possibilità che dipendono dalle scelte del presente; non esclude che possa esistere quello che lui chiama un "Piano delle probabilità", nel quale sono reali e convivono tutte le strade che possono originarsi da tutte le possibili scelte. Il grande sogno di Ashley è che l'uomo un giorno possa riuscire a conoscere questo "Piano delle probabilità", ed agire così più responsabilmente, a seconda di ciò che le sue azioni comporteranno nell'avvenire.
Cory non prende seriamente le parole dell'amico, ma non appena questi si congeda da lui, lasciandolo solo, diventa inaspettatamente protagonista di un evento straordinario. Il ritratto di Sallie si trasforma nel ritratto di una ragazza che le assomiglia, ma il cui viso possiede anche tratti identici a quelli di Cory. Si tratta di una sua lontana discendente, messasi volontariamente in collegamento con lui dal futuro.
Da questo momento Cory sembra venir spinto con forza, e nuovamente, verso il dubbio, che lui pensava di aver eliminato scrivendo il nome di Sallie. La ragazza gli mostra la sua vita matrimoniale con Sallie, i giorni felici e il primo litigio, e il lavoro quasi del tutto abbandonato per seguirla e starci insieme. Cory non giungerà mai a compimento della sua scoperta, mentre il mondo si avvierà fatalmente verso una netta, e inspiegabile, predominanza femminile. Nessuno dei discendenti di Cory, ad esempio, sarà maschio. Ciò porterà ad un mondo pacifico, in cui l'arte e la serenità vinceranno gli istinti guerreschi e di prevaricazione, ma uccideranno anche la volontà, l'ambizione, producendo un'umanità nuovamente riconciliata col suo Eden, esteso a tutto il pianeta, però avvolta in un clima di sopore e di pigra contemplazione.
Distaccatosi da quella visione, ancora disposto a credere di star sognando, Cory è immediatamente colpito da ciò che vede nell'altro cubo, quello raffigurante Marta. Vede volti duri, voci metalliche, e un suo discendente (John William Cory IV) che si appresta a diventare il sesto, nella storia della famiglia Cory, a rivestire il ruolo di Capo del Mondo Unito. Questo secondo mondo si è evoluto nella direzione opposta al primo, perché in questo caso la scienziata Marta ha supportato sino all'ultimo gli studi di Cory e lo ha convinto a presentare i risultati quando ancora non erano definitivi. Così il "metodo Cory", cioè il metodo di predeterminazione del sesso dei nascituri, verrà accolto con felicità e stupore dal mondo e applicato dalla maggioranza, senza rendersi conto che esso, in quanto non rifinito, causa un importante effetto collaterale: i figli nati con questo metodo sono intelligenti, sani, forti, ma totalmente privi di iniziativa, vocati piuttosto ad una inflessibile disponibilità all'obbedienza. Ne approfitterà il presidente degli Stati Uniti, il generale George Hamilton, per convincere le famiglie a scegliere figli maschi. Con una guerra di meno di un secolo lui e i suoi discendenti conquisteranno il mondo intero riunendolo in un'unica grande nazione. Il potere sarà rappresentato soprattutto dai discendenti della famiglia Cory, e il popolo vedrà avvicendarsi al governo solo uomini nati col metodo classico, in quanto le famiglie dominanti sanno bene che solo così possono nascere individui adatti al comando, che non agiscono esclusivamente in favore del "bene comune" ma sanno prendere decisioni e porsi come guide. Pochi sono quelli che si ribellano al sistema, e a causa della mentalità strumentalizzata della maggioranza ognuno diffida degli altri ed è prontissimo a denunciarne il comportamento sospetto.
Cory è frastornato, non capisce come una cosa così assurda sia potuta accadere, come due futuri possano coesistere e come nello stesso momento due civiltà totalmente diverse siano potute giungere alla scoperta di una forza che colleghi presente e passato. Quando, ritrovata in parte la concentrazione, tenta di spiegare la sua angosciosa situazione a entrambi i mondi, la discendente del primo mondo di cui ha avuto visione lo implora di credere nella sua esistenza, di non lasciarla morire, di capire che la cosa da fare è sposare Sallie; dall'altro mondo, invece, gli viene puntata contro un'arma micidiale, che gli promettono sarà utilizzata contro di lui se non sposerà Marta. A nulla vale la considerazione di Cory, per cui ucciderlo significherebbe, ragionevolmente, la fine del loro mondo.
Le difficoltà di questo frangente sono spezzate dall'affiorare inaspettato di un'idea. Una soluzione che appare comunque difficile da accettare, brutale, ma che è per lui non solo l'unica via d'uscita da quella situazione, ma anche l'unica possibilità di scongiurare l'avverarsi di due mondi entrambi inaccettabili. Suona il campanello posto sulla scrivania, e quando la signorina Brown compare sulla porta, dopo le ultime esitazioni, le chiede, il più fermamente possibile: «Signorina Brown, accetterebbe di sposarmi?». La risposta affermativa della donna cancella per sempre i due futuri, inaugurando una terza via da percorrere. Questi gli ultimi pensieri di Cory:
Chissà perché tutto questo doveva succedere. Dev'esserci un proposito al di là di tutto questo, ma non ne capirò mai il perché. So soltanto che i futuri sono infiniti, e che io non ho perduto Billy e Sue. Non avrei potuto fare quello che ho fatto senza esserne sicuro. Io non posso perderli, perché loro sono me stesso... la parte migliore di me, che vivrà per sempre. Forse io non morirò mai, realmente, non il mio essere reale, finché queste incarnazioni di ciò che c'è di meglio in me, qualsiasi forma o volto o nome possano assumere, compiranno il destino ultimo dell'umanità, in qualche futuro che io non vedrò mai. C'era una ragione dietro a tutto questo. Forse, dopo tutto, un giorno... capirò.»

## Idee e sviluppi dell'opera
(Charles Ashley, collega di Cory)
Questo racconto è un esempio di letteratura d'idee. Ashley è chiaramente un veicolo per esporre l'idea che sta alla base del racconto, è il portavoce dell'idea nata nella mente della scrittrice, e il suo discorso è quasi ininterrotto. L'umanità del personaggio Ashley è fornita ad ogni modo da qualche accorgimento stilistico, come quando egli scambia con Cory battute amichevoli o quando, alla fine del discorso, prima di lasciarlo, ridimensiona l'idealismo delle sue precedenti parole, reincarnandosi in un tipo più umano («Forse è un bene che tu non possa guardare nel futuro. (...) Dopo tutto, non siamo dèi e può essere pericoloso usurpare le prerogative degli dèi»). La fantascienza classica (anni quaranta-cinquanta) è in genere ritenuta una tipica letteratura d'idee, e Più grande degli dei non fa eccezione; tenendo però presente che la caratterizzazione di Cory è più che sufficiente e che la drammaticità della vicenda, nella sua spannung, è senza dubbio convincente, soprattutto nel suo rappresentare un disperato anelito all'esistenza.
I discorsi di Ashley sull'esistenza di un "Piano delle probabilità", confermati dall'esperienza quasi più mistica che fantascientifica avuta da Cory, fanno in parte riferimento al pensiero del filosofo George Berkeley e alle sue teorie riassunte dalla formula «esse est percipi» e dall'idea di uno "spirito infinito".
In alcuni casi, tuttavia, certe idee sembrano denotare qualche ingenuità e soprattutto in un caso appaiono quantomento discutibili al lettore moderno, quando si pone un'enfasi sui "lavori maschili". Nelle pagine che riportano la visione da parte di Cory del primo mondo, quello originato dal suo sposalizio con Sallie, si legge infatti:
La scrittura conferisce alla storia drammaticità e toni emotivi, anche se in certi casi, nel tentativo di inseguire la tensione della vicenda e il flusso di emozioni del protagonista, risulta essere poco calibrata.
Riguardo all'effetto collaterale del "metodo Cory" non vengono avanzate, nemmeno alla fine, spiegazioni, e i ritratti delle due civiltà, l'una "degli uomini", l'altra "dell'uomo", l'una gloriosa, l'altra decadente, per quanto interessanti, potrebbero apparire troppo nettamente contrastanti, solo a prescindere dalla diversità di due scelte e di due vite. Ma è anche vero che l'intento della scrittrice non sembra tanto quello di presentare i due futuri che si sarebbero prodotti dalle due scelte, bensì di rendere concretamente al lettore il significato delle scelte stesse, che avrebbero inevitabilmente visto la vittoria dell'una o dell'altra faccia del carattere di Cory.
Quando si riflette, quando si decide, la mente umana vaglia sempre varie possibilità di comportamento, e per ognuna di queste prevede un effetto: è come se andasse a creare un mondo alternativo per ognuna di esse. Tutto il racconto sembra essere una metafora di quest'attività mentale, e l'esistenza "reale", però provvisoria, dei due mondi futuri visti da Cory alluderebbe a quel momento in cui, prima di agire, l'essere umano prospetta dinanzi a sé le proprie possibilità, nessuna concretizzata e dunque provvisoriamente tutte ugualmente reali, seppur su un piano puramente cerebrale.
Le parole della discendente di Cory, che gli chiede disperatamente conferma del proprio essere, dell'esistere del suo mondo, così come il momento in cui gli uomini del secondo futuro minacciano Cory con un'arma di distruzione, rappresentano i tentativi supremi, da parte di due mondi possibili, di affermare la propria concretezza ed effettività, e di risultare quello "giusto", anche ai danni dell'altro. Il primo mondo, per sopravvivere, spera nella protezione del proprio padre, nel suo amore per i figli, il secondo, come un nuovo Frankenstein, minaccia invece di ucciderlo.

## Edizioni italiane
Il racconto è apparso in italiano in sei edizioni, contenuto in due diverse antologie: nel primo volume di Le grandi storie della fantascienza (Isaac Asimov Presents The Great Science Fiction Stories 1 (1939), 1979), a cura di Isaac Asimov e Martin H. Greenberg, e ne La stagione della vendemmia (The Best of C.L. Moore, 1975), raccolta che contiene i migliori racconti della scrittrice.
- Più grande degli dei, traduzione di Gaetano La Pira, in Le grandi storie della fantascienza 1 (1939), SIAD Edizioni, Milano 1980
- Più grande degli dei, traduzione di Gaetano La Pira, in Le grandi storie della fantascienza 1939, Euroclub, Milano 1982
- Più grande degli dei, traduzione di Gaetano La Pira, in Le grandi storie della fantascienza 1, I Grandi Tascabili Bompiani 97, Bompiani, Milano 1989
- Più grande degli dei, traduzione di Delio Zenoni, in La stagione della vendemmia, Classici Urania 171, Arnoldo Mondadori Editore, Milano 1991
- Più grande degli dei, traduzione di Gaetano La Pira, in Le grandi storie della fantascienza 1, Le Grandi Storie della Fantascienza. Edizione Speciale per Newton, RCS Periodici, Milano 2006
- Più grande degli dèi, traduzione di Gaetano La Pira, in Le grandi storie della SF vol.1, Urania Collezione 041, Arnoldo Mondadori Editore, Milano 2006